# Stephen Peter Rigaud
Stephen Peter Rigaud (1774–1839) est un astronome et historien des mathématiques anglais. Professeur d'Exeter College (Oxford) de 1794 à 1810, il fut ensuite titulaire de la chaire savilienne de géométrie de l’Université d'Oxford jusqu’en 1827, puis de la Chaire savilienne d'astronomie jusqu’en 1839.
Il était le fils du huguenot Étienne Rigaud, chargé d'observations à l’Observatoire royal de Kew, et résidait au no 21 de Richmond Green dans le Surrey (aujourd'hui incorporé au faubourg de Richmond (Londres).

## Œuvres
- Historical essay on the first publication of Sir Isaac Newton’s Principia (1re publication en 1838)
- On the Arenarius of Archimedes
- Miscellaneous works and correspondence of the Rev. James Bradley (Oxford, 1832)
- Correspondence of Scientific Men of the XVIIth Century (Oxford, 1841, posth.)

## Postérité
Le fonds Rigaud, racheté par Sotheby's en 1978, a été confié à la Bibliothèque bodléienne de l'université d'Oxford.
L’Ashmolean Museum d’Oxford possède un portrait de lui exécuté par son oncle, Jean-François Rigaud, intitulé « Pierre Rigaud et Marie-Anne Rigaud » (1778) ; il représente le futur professeur, qui n'avait alors que quatre ans, aux côtés de sa sœur aînée Marie-Anne dans les jardins de l’Observatoire royal de Kew.
Son fils aîné, Stephen Jordan Rigaud (1816–1859), clergyman et instituteur, devint évêque anglican d’Antigua.